# Prostul preferat al Domnului
God's Favorite Idiot (Prostul preferat al Domnului) este un serial TV american de comedie apocaliptic la locul de muncă creat de și cu Ben Falcone pentru Netflix. Serialul ar fi format din șaisprezece episoade, iar primul sezon de opt episoade a avut premiera la15 iunie 2022. Din aprilie 2022, producția următoarelor opt episoade este incertă.

## Prezentare
După ce a fost lovit de fulger dintr-un nor angelic neobișnuit, Clark are brusc capacitatea de a străluci. Colegii săi, inclusiv prietena sa Amily, cred că acest lucru ar putea avea cumva legătură cu Dumnezeu. Temerile lor sunt confirmate atunci când un înger îi spune lui Clark că trebuie să fie mesagerul lui Dumnezeu și că trebuie să împiedice Apocalipsa să se întâmple.

## Distribuție și personaje
- Ben Falcone - Clark Thompson[3][4]
- Melissa McCarthy ca Amily Luck[3][4]
- Leslie Bibb ca Satana: entitatea demonică biblică care caută să tulbure echilibrul cosmic dintre bine și rău. [5]
- Kevin Dunn ca Gene: tatăl lui Clark și-a crescut fiul după divorț. [5]
- Yanic Truesdale - Chamuel, un înger[6]
- Usman Ally ca Mohsin Raza [6]
- Ana Scotney ca Wendy [6]
- Chris Sandiford ca Tom [6]
- Steve Mallory ca Frisbee, un manager mediu de nivel scăzut, lipsit de orice autoritate, de asemenea un înger. [6]
- Georgie Bolton ca Judy McGill
- Michael McDonald ca Lucifer
- Magda Szubanski ca Zeul Baiei
- Suraj Kolarkar ca Steve căpcăunul
- Leon Ford ca reverendul Milton Throp
- Rahel Romahn ca Ciuma

## Episoade
| Nr. | Titlu                                                 | Regizat de        | Scris de    | Data lansării |
| --- | ----------------------------------------------------- | ----------------- | ----------- | ------------- |
| 1   | „O influență pozitivă”                                | Michael McDonald  | Ben Falcone | 15 iunie 2022 |
| 2   | „Îngerul”                                             | Michael McDonald  | Ben Falcone | 15 iunie 2022 |
| 3   | „Predicatorul”                                        | Michael McDonald  | Ben Falcone | 15 iunie 2022 |
| 4   | „Dumnezeu, Satana și toate mirosurile plăcute”        | Michael McDonald  | Ben Falcone | 15 iunie 2022 |
| 5   | „Cuvântul „iubire””                                   | Sheila G. Waldron | Ben Falcone | 15 iunie 2022 |
| 6   | „Tom Botezătorul”                                     | Sheila G. Waldron | Ben Falcone | 15 iunie 2022 |
| 7   | „Cei Patru Călăreți”                                  | Michael McDonald  | Ben Falcone | 15 iunie 2022 |
| 8   | „Ratații nu câștigă, dar câștigătorii mai și ratează” | Michael McDonald  | Ben Falcone | 15 iunie 2022 |

## Producție

### Dezvoltare
În decembrie 2020, Netflix a comandat un serial de 16 episoade denumit God's Favorite Idiot. Ben Falcone și Melissa McCarthy urmau să joace și să producă executiv prin On the Day Productions.
Michael McDonald a fost desemnat ca regizor și producător executiv, după ce a lucrat anterior cu Falcone și McCarthy la serialul Nobodies.
Steve Mallory s-a alăturat ca producător executiv în februarie 2021. 

### Casting
Pe lângă anunțul serialului, au fost distribuiți ca actori Ben Falcone și Melissa McCarthy. În februarie 2021, au fost adăugați Yanic Truesdale, Usman Ally, Ana Scotney, Chris Sandiford și Steve Mallory. Leslie Bibb și Kevin Dunn au fost adăugați o lună mai târziu.

### Filmare
Filmările au început în Byron Bay, Ballina și Lismore, în nordul statului Noul Wales de Sud, în martie 2021.
Filmările s-au încheiat la începutul lunii iunie 2021, după ce s-au filmat doar opt episoade. Sfârșitul producției era programt în noiembrie 2021.  
Celelalte opt episoade au fost programate să fie produse la o dată ulterioară, dar nu au fost furnizate alte informații.

### Coloană sonoră
Fil Eisler este compozitorul serialului.

## Primire
Pe Rotten Tomatoes, serialul are un rating de aprobare de 33%, cu un rating mediu de 4,6/10 pe baza a 15 recenzii critice. Consensul criticilor site-ului spune: „Deși susține că are favoarea Atotputernicului, această colaborare ... dintre Melissa McCarthy și Ben Falcone este prea de neînțeles pentru a cuceri spectatorii obișnuiți”.
Daniel D'Addario de la Variety a considerat că este „o pierdere de timp prețios în cariera unei actrițe talentate, una ai cărei fani o vor urma oriunde și care îi răsplătește cu atât de puțin din ceea ce poate face”.